# Rízoma
Rízoma är en ort i Grekland.   Den ligger i prefekturen Trikala och regionen Thessalien, i den centrala delen av landet, 250 km nordväst om huvudstaden Aten. Rízoma ligger 163 meter över havet och antalet invånare är 1 410.
Terrängen runt Rízoma är kuperad åt nordost, men åt sydväst är den platt. Runt Rízoma är det ganska glesbefolkat, med 21 invånare per kvadratkilometer. Närmaste större samhälle är Trikala, 12,5 km söder om Rízoma. Trakten runt Rízoma består till största delen av jordbruksmark.